# M55 (зенитная установка)

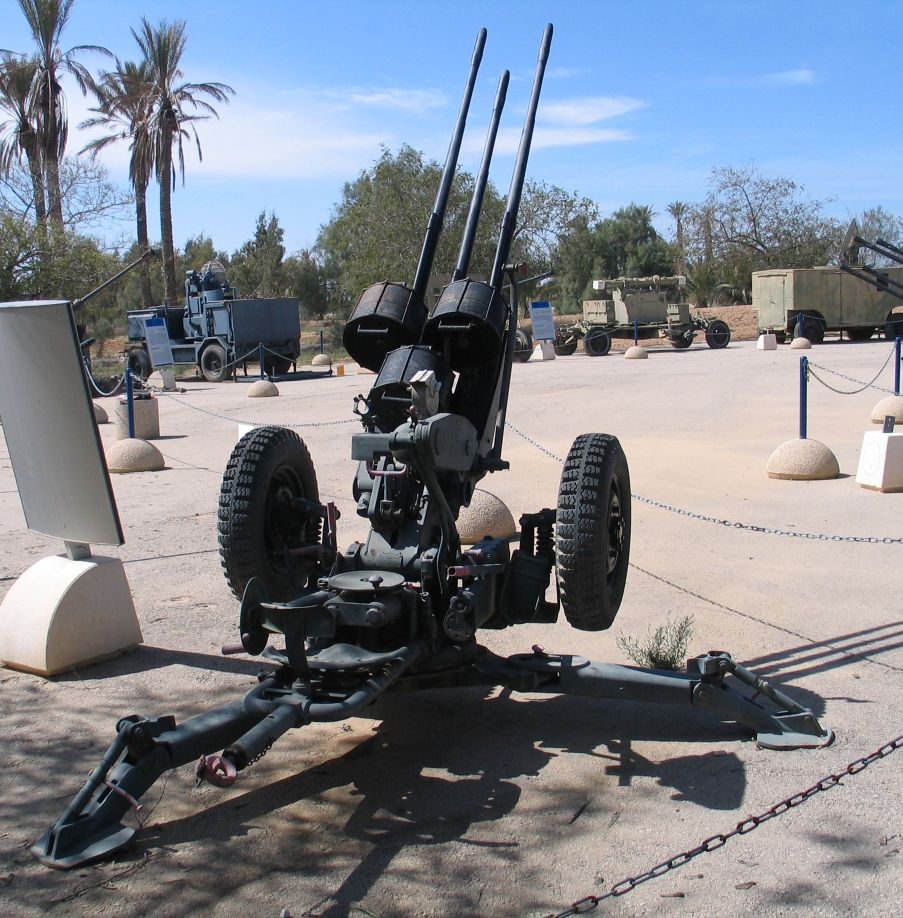
M55 в музее ВВС на авиабазе Хацерим, Израиль.

M55 — югославская строенная зенитная установка калибра 20 мм. Производилась компанией «Црвена Застава» для нужд ЮНА. 

## Описание
Представляет собой три соединённые пушки Hispano-Suiza HSS-804 на колёсном станке. Выпущена в 1955 году. Предназначена для борьбы с низколетящими целями, а также может использоваться против наземных целей. Масса составляет порядка 1100 кг. Боеприпас — 20×110 мм.

## Варианты
- M55A2 — стандартная установка на двухколёсном станке.
- M55A3 — добавлен бензиновый двигатель.
- M55A4 — добавлен итальянский прицел J-171.
- M55A4M1 — установка на бронетранспортёре BOV-3.

## На вооружении
- Замбия — 50 M55, по состоянию на 2021 год[1]
- Украина[2]